# Силва, Тиагу (португальский футболист)
Тиа́гу Рафаэ́л Майа да Си́лва (порт. Tiago Rafael Maia da Silva; родился 2 июня 1993 года в Лиссабон, Португалия) — португальский футболист, полузащитник клуба «Витория Гимарайнш». Участник Олимпийских игр 2016 года в Рио-де-Жанейро.

## Клубная карьера
Силва — воспитанник столичных клубов «Бенфика» и «Белененсиш». 29 июля 2012 года в поединке Кубка португальской лиги против «Оливейренсе» он дебютировал в составе последнего. 11 августа в матче против «Фейренсе» Тиагу дебютировал в Сегунда лиге. По итогам сезона он помог команде выйти в элиту. 18 августа 2013 года в поединке матче против «Риу Аве» Силва дебютировал в Сангриш лиге. 15 сентября в поединке против «Академики» из Коимбры он забил свой первый гол на высшем уровне, реализовав пенальти.

## Международная карьера
В 2013 году в составе молодёжной сборной Португалии Силва принял участие в молодёжном чемпионате мира в Турции. На турнире он сыграл в матче против сборной Кубы.
В 2016 году Тиагу в составе олимпийской сборной Португалии принял участие в Олимпийских играх в Рио-де-Жанейро. На турнире он сыграл в матчах против команд Аргентины, Алжира и Германии.